# Oryctes nasicornis
Oryctes nasicornis é uma espécie de insetos coleópteros polífagos pertencente à família Scarabaeidae.

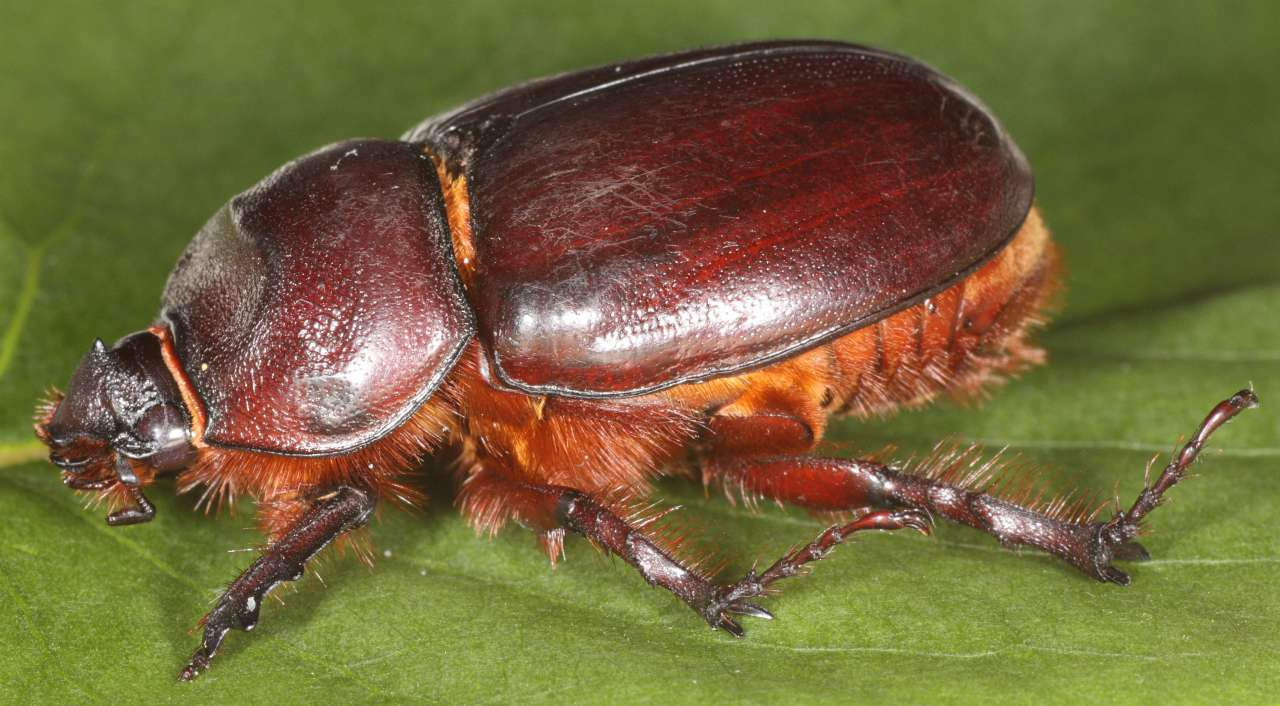
♀

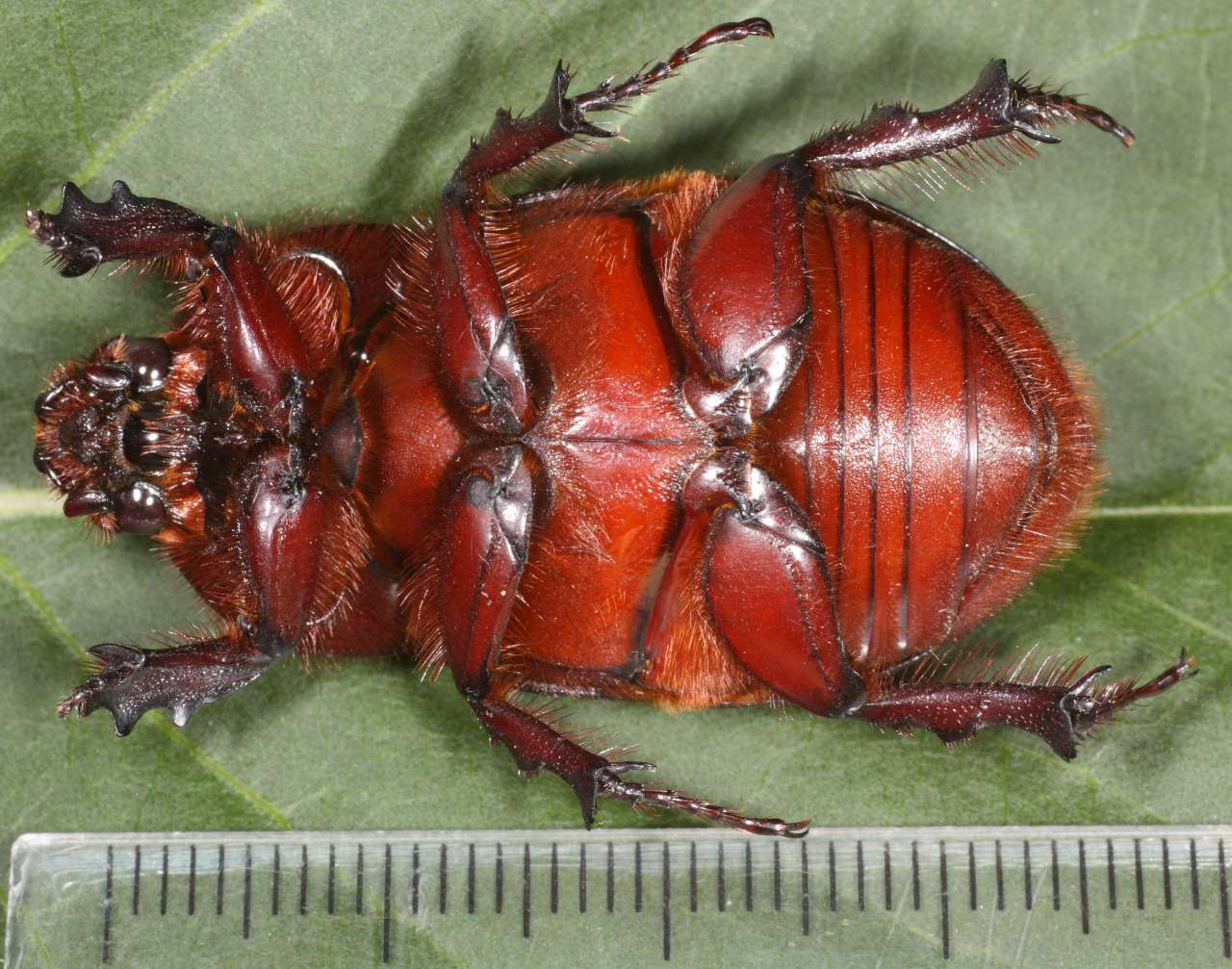

A autoridade científica da espécie é Linnaeus, tendo sido descrita no ano de 1758. O nome português é escaravelho-rinoceronte.
Este é um dos escaravelhos maiores e mais pesados da Europa, podendo chegar aos seis centímetros de comprimento.
O seu corpo é de um tom castanho escuro. Os machos têm uma espécie de corno curvo que se revela muito útil nas lutas contra outros machos para conquistar as fêmeas.
Enquanto larvas, estes animais alimentam-se de madeira morta. Esta espécie passa cerca de dois anos em estado larvar e os adultos emergem entre Março e Maio.
Os escaravelhos adultos não se alimentam e vivem, normalmente, até ao Outono.
Trata-se de uma espécie presente no território português.